# رودولف ريش
رودولف ريش (بالإنجليزية: Rudolf Risch)‏ ولد بتاريخ 20 يناير 1908 في برلين، وتوفي في 22 أغسطس 1944 في بيندر، رومانيا، كان دراج ألماني.

## روابط خارجية
- رودولف ريش على موقع أرشيف الدراجات (الإنجليزية)
- رودولف ريش على موقع إحصائيات الدراجات الإحترافية (الإنجليزية)